# بهشت و زمین (فیلم ۱۹۹۳)
بهشت و زمین (انگلیسی: Heaven & Earth) فیلمی در ژانر درام به کارگردانی الیور استون است که در سال ۱۹۹۳ منتشر شد.

## بازیگران
- تامی لی جونز
- جوآن چن
- هاینگ اس. انگور
- کونچتا فرل
- داله دای
- دبی رینولدز
- داستین نگوین
- مایکل پال چان
- رابرت جان برک
- شان استون